# Memnon von Ephesus

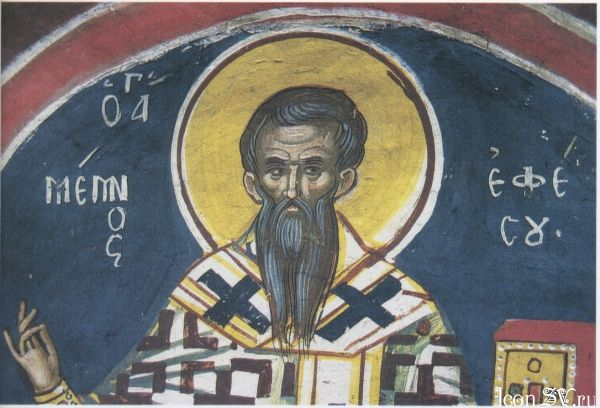
Memnon, Erzbischof von Ephesus (Fresko aus dem 16. Jahrhundert aus dem Dionysiou-Kloster, Athos)

Memnon von Ephesus (latinisiert  Memnon Ephesius, * 4./5. Jahrhundert; † 443) war von 428 bis zu seinem Tod Bischof von Ephesus. Memnon wurde an der Seite Kyrills von Alexandrien auf dem Konzil von Ephesus (431) als Gegner des Nestorius und der Nestorianer bekannt.

## Leben und Werk
Memnon war Gegner von Johannes von Antiochien (Bischof von Antiochien) auf dem Konzil von Ephesus. Er selbst wurde als Beteiligter an der Verurteilung und Absetzung des Nestorius von Konstantinopel durch das Gegenkonzil des Johannes abgesetzt. Kreise um Bischof Johannes führten bei Kaiser Theodosius II. Beschwerde gegen Memnon. Memnon verschließe ihnen die Kirchen und sprenge ihre öffentlichen Gebetsversammlungen durch Tumulte. Ein kaiserliches Dokument sanktionierte zunächst die Amtsenthebungen von Nestorius, Kyrill und Memnon. Bei Auflösung des Konzils bestätigte Kaiser Theodosius dann jedoch wieder neben Kyrill auch Memnon auf ihren Bischofssitzen.